# 庭藤
庭藤（学名：Indigofera decora）为豆科木蓝属下的一个种。

## 扩展阅读
- 維基物種上的相關：庭藤